# Distortion (Forbidden)
Distortion è il terzo album del gruppo musicale statunitense Forbidden, pubblicato nel 1994 dalla Fierce Records.

## Tracce
1. Distortion – 5:59
2. Hypnotized by the Rhythm – 4:56
3. Rape – 5:22
4. No Reason – 6:23
5. Feed the Hand – 6:41
6. Wake Up – 3:57
7. Mind's I – 4:31
8. All That Is – 4:17
9. Undertaker – 6:24
10. 21st Century Schizoid Man – 11:06

## Formazione
- Russ Anderson - voce
- Craig Locicero - chitarra
- Tim Calvert - chitarra
- Matt Camacho - basso
- Steve Jacobs - batteria